# 李雪瑩 (藝人)
李雪瑩（Crystal Li，1986年2月24日—），2010年度香港小姐競選最上鏡小姐，加入TVB後成為明珠台節目《港生活·港享受》（Dolce Vita）主持人。2012年，由於在《怒火街頭2》中飾演女律師高雅（Grace），因而人氣急升。播出期間，其在無綫電視官方網頁藝人人氣榜登上第一位，高於苟芸慧及钟嘉欣等女藝人。
李雪瑩已於2014年初以赴外進修為由，與TVB解除合約，結束四年在娛樂圈之發展，「愛我請留言」亦因而成了其在退出娛樂圈前之告別作。

## 電視劇（无线电视）
| 年份   | 劇名             | 角色               | 性質       |
| 2012年 | 怒火街頭2        | 高 雅（Grace）     | 女配角     |
| 2013年 | 戀愛季節         | Judy（第8集）      | 客串       |
| 2013年 | 衝上雲霄II       | 馮曉珊（Sandy）    | 女配角     |
| 2013年 | 情逆三世緣       | 德 妃              | 女配角     |
| 2013年 | On Call 36小時II | 鍾紫婷             | 女配角     |
| 2013年 | 愛·回家 (第一輯) | 丁 丁（第407集）   | 單元女主角 |
| 2014年 | 愛我請留言       | Michelle（第20集） | 客串       |

## 主持
- 2010年-2014年：Dolce Vita（港生活‧港享受）
- 2012年6月23日：Music Bank In Hong Kong

## 參與節目
- 2010年6月26日、7月3日：美麗觸印
- 2010年7月17日：美麗觸印真情話
- 2010年7月24日：2010當香港小姐遇上香港先生
- 2010年8月1日：2010年香港小姐競選
- 2010年11月14日、11月21日：新美麗新加坡
- 2011年3月14日 - 4月30日：正識第一《學貫中西》環節
- 2011年4月8日：今日VIP
- 2011年4月30日：魔法擂台
- 2011年5月21日：萬眾同心公益金
- 2011年6月10日、2012年7月13日：都市閒情 《夏日美食三重奏》
- 2011年9月11日：安樂蝸
- 2012年：問問Master Joe - AI Crystal
- 2012年7月15日：食得峰騷
- 2012年8月24日：千奇百趣東南亞
- 2012年9月2日：慧妍愛心傾城 30年
- 2012年10月13日：姊妹淘 《時尚英倫風》
- 2012年11月19日：萬千星輝賀台慶 2012
- 2012年12月8日：歡樂滿東華 2012
- 2013年11月19日：萬千星輝賀台慶 2013
- 2013年11月24日：玩轉世界盃
- 2013年11月30日：2014無線節目巡禮 - 商戰
- 2013年12月14日：救護精英愛心SHOW
- 2014年：（為食台）甜心先生

## 廣告
- 2011年：Miss Paris Beauty
- 2013年：NOOS by NEO DERM

## 曾獲獎項與提名
| 年份   | 獎項                                | 結果 |
| 2010年 | 2010年度香港小姐競選 「最上鏡小姐」 | 獲獎 |